# (8489) Boulder
Pour les articles homonymes, voir Boulder (homonymie).
(8489) Boulder est un astéroïde de la ceinture principale.

## Description
(8489) Boulder est un astéroïde de la ceinture principale. Il fut découvert le 7 octobre 1989 à La Silla par Eric Walter Elst. Il présente une orbite caractérisée par un demi-grand axe de 3,15 UA, une excentricité de 0,11 et une inclinaison de 5,9° par rapport à l'écliptique.

## Compléments